# Jaksa z Szybowic (młodszy)
Jaksa z Szybowic herbu Lis (łac. Jaxa de Snelwald; ur. w II połowie XIII wieku, zm. nie wcześniej 1321) – śląski rycerz z rodziny Schnellenwaldów, pan Prudnika.

## Życiorys
Ród Schnellenwaldów pochodził z Małopolski. Najstarszy syn Świętopełka (Poltka) z Szybowic, właściciela Otmętu, Szybowic, Kadłubca, Gogolina i Malni, brat Teodoryka (Dytryka). Według Marka Cetwińskiego i Błażeja Śliwińskiego, Jaksa otwierał jedyną linię średniowiecznych Lisów. Marek Cetwiński i Tomasz Jurek pierwszą wzmiankę o Jaksie datowali na rok 1271. Nosił on imię agnatyczne po dziadzie ojczystym.
Wraz z bratem Teodorykiem po raz pierwszy był odnotowany 23 sierpnia 1304 (Theodoricus i Jezco de Snellewalde, synowie Polzco de Snellewalde). W tymże dokumencie bracia potwierdzili wcześniejszą darowiznę swojego ojca, zmarłego ok. 1299. Jaksa i Teodoryk zażądali zwrotu dóbr nadanych przez Poltka zakonowi cystersów w Jemielnicy. Zakonnicy wysłali skargę na rycerzy z Szybowic do papieża Bonifacego VIII, który obłożył klątwą obu braci. Nie zatrzymało to ich jednak przed odzyskaniem rodzinnych dóbr.
Po śmierci Henryka z Rożemberka Jaksa z Szybowic pojawia się w dokumencie z 22 czerwca 1321 jako „Pan Prudnika”. 21 lipca 1321 jako właściciel Prudnika potwierdził nadania dla miejscowego proboszcza. Zakończył spory z duchownymi o parafię w Prudniku i potwierdził dobra jej przynależne.
Jaksa miał z pierwszego małżeństwa z Zofią córkę urodzoną w 1269, która w 1271 według „Cudów Świętej Salomei” miała rzekomo doznać w Starej Jamce dwukrotnego uzdrowienia za sprawą świętej. Z jego drugiego małżeństwa z kobietą z rodu Rożemberków miał dwóch synów – Woczka i Dytryka, występujących w dokumentach w latach 1331–1346.